# Surdická čísla
Surdické číslo (někdy také označované jako číslo dvojrodé) je každé číslo ve tvaru {\displaystyle a\pm {\sqrt {b}}}, kde {\displaystyle a,b} jsou nezáporná racionální čísla a kde {\displaystyle b} není druhou mocninou žádného racionálního čísla. Například číslo {\displaystyle 3+2{\sqrt {2}}}.
Surdické výrazy jsou reálná čísla ve formě dvojčlenu, kdy jeden člen je racionální a druhý je druhou odmocninou. Tato čísla bývají zpravidla kořeny kvadratických rovnic s celočíselnými koeficienty. Úpravou odmocnin ze surdických čísel se zabýval indický matematik Bháskara II. z 12. století. Ten odvodil vzorce, které někdy nazýváme Bhaskarovými vzorci.

## Bhaskarovy vzorce
Bhaskarovy vzorce jsou velice užitečné, proto byly dříve i součástí středoškolských učebnic. Přestože nabízejí velice elegantní možnost úpravy, tak je nelze použít na každou odmocninu ze surdického čísla.

### Odmocnina ze surdického čísla
Odmocnina ze surdického čísla je speciální příklad tzv. vnořené odmocniny (anglicky nested radical).
Pro libovolná kladná reálná čísla {\displaystyle a,b} taková, že {\displaystyle a\geq {\sqrt {b}}} platí:
| {\displaystyle {\sqrt {a\pm {\sqrt {b}}}}={\sqrt {\frac {a+{\sqrt {{{a}^{2}}-b}}}{2}}}\pm {\sqrt {\frac {a-{\sqrt {{{a}^{2}}-b}}}{2}}}} | \| \| \| \| \| \| \| \| | (1) |
| |                         |     |
| |                         |     |

Na první pohled je získaný vztah ještě složitější, než samotná odmocnina, přesto někdy může tento vztah převést některé odmocniny na mnohem jednodušší tvar. Dokázat tento vzorec lze jednoduše umocněním obou stran rovnice.
Tento vzorec však zjednoduší výraz {\displaystyle {\sqrt {a\pm {\sqrt {b}}}}} pouze tehdy, pokud je výraz {\displaystyle {\sqrt {a^{2}-b}}} racionální.

### Součet a rozdíl dvou odmocnin ze surdického čísla
Jelikož použitím vzorce (1) může vzniknout součet, nebo rozdíl dvou odmocnin ze surdických čísel lišících se pouze znaménkem, tak je výhodné si odvodit i vzorec pro zjednodušení tohoto součtu, nebo rozdílu:
| {\displaystyle {\sqrt {a+{\sqrt {b}}}}~\pm ~{\sqrt {a-{\sqrt {b}}}}={\sqrt {2\left(a\pm {\sqrt {{{a}^{2}}-b}}\right)}}} | \| \| \| \| \| \| \| \| | (2) |
| |                         |     |
| |                         |     |

## Příklad
V oboru reálných čísel řešte kvadratickou rovnici:
{\displaystyle {{x}^{2}}+\left(3{\sqrt {2}}-4\right)x+\left(7-7{\sqrt {2}}\right)=0}
Případné iracionální kořeny zapište v jednoduchém tvaru bez odmocnin iracionálních čísel.
Vypočteme diskriminant
{\displaystyle D=(3{\sqrt {2}}-4)^{2}-4(7-7{\sqrt {2}})=18-24{\sqrt {2}}+16-28+28{\sqrt {2}}=6+4{\sqrt {2}}}
Jelikož diskriminant je surdické číslo {\displaystyle 6+4{\sqrt {2}}}, tak odmocninu musíme upravit použitím Bhaskarova vzorce:
{\displaystyle {\sqrt {D}}={\sqrt {6+4{\sqrt {2}}}}={\sqrt {\frac {6+{\sqrt {36-32}}}{2}}}+{\sqrt {\frac {6-{\sqrt {36-32}}}{2}}}=2+{\sqrt {2}}}
takže kořeny:
{\displaystyle x_{1,2}={\frac {-3{\sqrt {2}}+4\pm (2+{\sqrt {2}})}{2}}=\left\{{\begin{matrix}3-{\sqrt {2}}\\~1-2{\sqrt {2}}\\\end{matrix}}\right.}